# Stacja Narciarska Laskowa-Kamionna
Stacja Narciarska Laskowa-Kamionna – ośrodek narciarski położony w pobliżu Laskowej w Beskidzie Wyspowym na wschodnim zboczu góry Kamionnej (801 m n.p.m).

## Wyciągi
W skład kompleksu wchodzą:
- (I) wyciąg krzesełkowy 4-osobowy, firmy Tatrapoma, typ TS-4, o długości 1550 m i przepustowości 2200 osób na godzinę, z taśmą przesuwną w dolnej stacji
- (II) wyciąg talerzykowy firmy Tatrapoma, łamany, o długości 1250 m (przewyższenie tego wyciągu wynosi 215 m) i przepustowości 900 osób na godzinę
- (III) wyciąg talerzykowy Stokfisz o długości 240 m i przepustowości 400 osób na godzinę
- (IV) wyciąg talerzykowy Polsport o długości 220 m i przepustowości 250 osób na godzinę.

Wyciągi III i IV znajdują się w pobliżu górnej stacji wyciągu krzesełkowego na szczycie Kamionnej.

## Trasy
W ośrodku znajdują się 3 trasy, wzdłuż wyciągów talerzykowych:
- główna trasa o czerwono-niebieskim stopniu trudności ze szczytu Kamionnej (górnej stacji wyciągu krzesełkowego) do dolnych stacji wyciągów (krzesełkowego i talerzykowego) o długości 2005 m i przewyższeniu 305 m (średnie nachylenie 15%). Odcinek o długości 1300 m i przewyższeniu 215 m liczony jest w statystykach stacji podwójnie, ponieważ jest obsługiwany zarówno przez wyciąg krzesełkowy (I), jak i talerzykowy (II). W 2010 roku oddano do użytku alternatywny fragment trasy głównej, w dolnym jej przebiegu, skręcający pod wyciąg krzesełkowy. Stopień trudności tego fragmentu zaznaczany jest jako czarny[2]. W Polsce istnieje tylko kilkanaście tras zjazdowych o takim stopniu trudności.

- trasa wzdłuż wyciągu III o długości o długości 240 m i przewyższeniu 30 m, stopień trudności zielony (średnie nachylenie 13%)
- trasa wzdłuż wyciągu IV o długości o długości 220 m i przewyższeniu 50 m, stopień trudności niebieski (średnie nachylenie 23%)

W ofercie znajduje się 2470 m tras zjazdowych o różnym stopniu trudności. Trasy są sztucznie naśnieżane, ratrakowane (stacja dysponuje 4 ratrakami) i oświetlone. Żadna z tras nie jest homologowana przez FIS.
Stacja nie jest członkiem Stowarzyszenia Polskie stacje narciarskie i turystyczne.

## Pozostała infrastruktura
Na terenie ośrodka znajdują się:
- snowpark
- placówka GOPR
- serwis narciarski
- wypożyczalnia nart i snowboardów
- sklep z akcesoriami dla narciarzy
- szkoła narciarska i przedszkole narciarskie
- hotel „Trawers” z 58 miejscami noclegowymi
- restauracja, grill-bar, budynek gastronomiczny „Gazdówka” na szczycie góry Kamionna

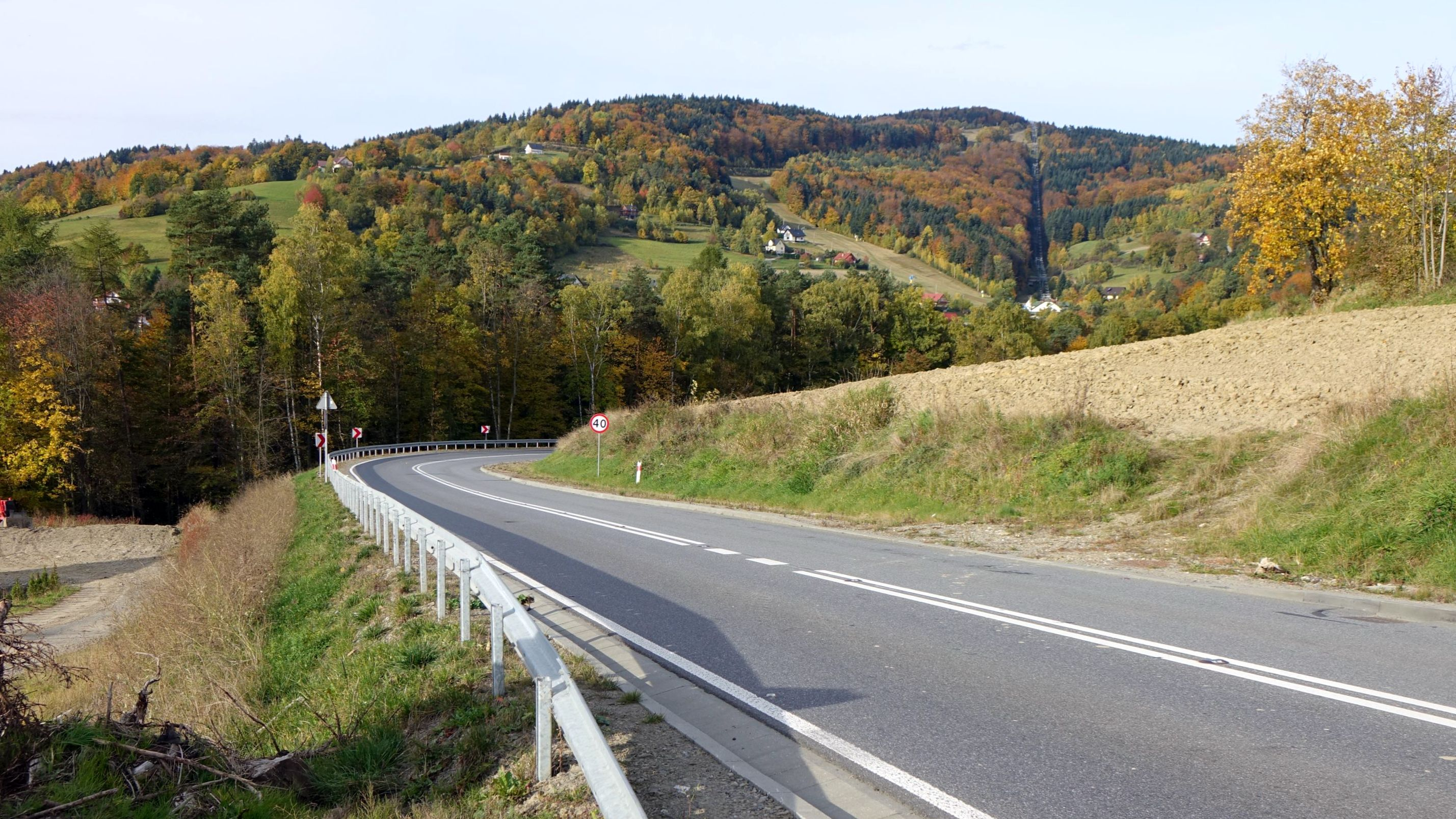
Stoki zjazdowe i wyciągi

- parkingi.

## Operator
Operatorem i właścicielem stacji jest „Stacja Narciarska Laskowa-Kamionna Chwastek Chwastek” spółka jawna z siedzibą w Laskowej 697. Wspólnikami w tej spółce są Włodzimierz Chwastek i Bogdan Chwastek.

## Historia
„Stacja Narciarska Laskowa-Kamionna Chwastek i Chwastek” spółka jawna została zarejestrowana w KRS w kwietniu 2002 roku. Rodzina ta prowadzi również hotel Cold i inne przedsiębiorstwa w Bochni. Stacja narciarska została wybudowana w okresie od września do grudnia 2002 roku, a oddana do użytku w styczniu 2003 roku.

## Nagrody
- 2004 – I nagroda w Plebiscycie Małych Stacji Narciarskich
- 2005 – stacja wraz z hotelem Trawers i hotelem Cold uzyskały wspólnie tytuł „Małopolski As Turystyki” przyznany przez Małopolską Agencję Turystyki
- 2006 – tytuł najlepszej stacji narciarskiej w Polsce serwisu www.narty.onet.pl i „Ski Magazynu”[4].